# Chórová modlitba
Chórová modlitba je druh modlitby, kdy se shromážděné společenství (např. řeholní komunita) společně modlí breviář.
Praxe společné modlitby breviáře se vyvinula v prostředí mnišských komunit kolem sv. Benedikta z Nursie. Celá modlitba byla dělena na tzv. hodinky, v rozsahu 7 hodinek ve dne + 1 v noci. Toto rozvržení bylo inspirováno veršem žalmu: "Sedmkrát za den ti chvály zpívám." (Žl 119, 164). Dnešní její podoba se mírně od tohoto schématu liší.

## O chórové modlitbě
Chórová modlitba breviáře spočívá v rozdělení modlících se do dvou "chórů". Tyto chóry pak střídavě recitují či zpívají verše jednotlivých žalmů, z nichž je modlitba složena. Při zpěvu se odedávna užívaly notace gregoriánského chorálu. Dnes existují též různé notace jiné, které však nezřídka z chorálního zpěvu vycházejí. Při recitaci existuje zvyk recitovat všechny verše žalmů na jednom tónu. Modlitba se tak stává melodickou. 
Zvláště mnišské řády (benediktini, cisterciáci, kartuziáni, trapisté) jsou proslulí péčí o důstojnost a krásu společné chórové modlitby. 

## Služby v chóru
V rámci chórové modlitby existují služby kantora a sukcentora. Kantor bývá zpravidla umístěn na pravé straně chóru, sukcentor pak na levé. 
- Kantor – začíná zpěv či recitaci hymnu, stejně tak zpěv či recitaci žalmu.
- Sukcentor – zpívá či recituje antifony před jednotlivými žalmy.